# Bamora
Bamora è una suddivisione dell'India, classificata come census town, di 7.416 abitanti, situata nel distretto di Sagar, nello stato federato del Madhya Pradesh. In base al numero di abitanti la città rientra nella classe V (da 5.000 a 9.999 persone).

## Geografia fisica
La città è situata a 24° 4' 60 N e 78° 4' 60 E e ha un'altitudine di 397 m s.l.m..

## Società

### Evoluzione demografica
Al censimento del 2001 la popolazione di Bamora assommava a 7.416 persone, delle quali 3.870 maschi e 3.546 femmine. I bambini di età inferiore o uguale ai sei anni assommavano a 1.072, dei quali 536 maschi e 536 femmine. Infine, coloro che erano in grado di saper almeno leggere e scrivere erano 5.096, dei quali 2.979 maschi e 2.117 femmine.